# Telmatobius halli
Telmatobius halli är en groddjursart som beskrevs av Gladwyn Kingsley Noble 1938. Den ingår i släktet Telmatobius och familjen Ceratophryidae. Inga underarter finns listade i Catalogue of Life. Arten har endast påträffats i en varm källa i norra Chile.

## Beskrivning
Arten har platt nos, ingen trumhinna och bara svagt simhudsförsedda tår. Ovansidan är nästan helt slät, med bara några få vårtor. Ovansidan är mycket mörkt brun, med små, vita fläckar på kroppssidorna. Undantaget är överkäken, som är olivfärgad med mörkgrå fläckar. Kroppslängden varierar mellan 42 och 57 mm. Grodynglen är bruna med ljusbruna fläckar. De är mycket stora, med en längd från 70 till 83 mm.

## Utbredning
Arten upptäcktes 1935 då sex fullbildade grodor och sex grodyngel påträffades i en varm källa på 3 000 till 3 400 meters höjd i kommunen Ollague i norra Chile. Upptäckten gjordes av en Frank Gregory Hall, som också fått ge namn åt arten. Den vetenskapliga beskrivningen gjordes dock 1938 av Gladwyn Kingsley Noble.
Flera expeditioner gjordes till området för att försöka återupptäcka arten, men de var alla fruktlösa fram till 2020, då ett team återupptäckte vad som med stor sannolikhet är samma groda. Teamet har dock föreslagit att IUCN fortsatt klassificerar arten under kunskapsbrist tills den taxonomiska situationen är fullt utredd.

## Ekologi
Av förståeliga orsaker (se ovan under Utbredning) är mycket litet känt om arten. Arten är emellertid helt akvatisk och lever i en varm källa, och klarar sig inte utanför vattnet.